# Antoni Grębosz
Antoni Jan Tomasz Grębosz (ur. 13 czerwca 1909 w Wadowicach, zm. 26 czerwca 1941 w KL Auschwitz) – polski prawnik, aplikant adwokacki, działacz narodowy.

## Życiorys
Był synem urzędnika skarbowego, Ignacego oraz Marii z Wądolnych. Ukończył gimnazjum w Wadowicach, a potem dojeżdżał na Uniwersytet Jagielloński, gdzie studiował na Wydziale Prawa. Od czasów gimnazjalnych działał w Ruchu Młodych Obozu Wielkiej Polski (RM OWP) w Wadowicach i Bielsku. W 1933 rodzina przeniosła się do Krakowa, gdzie jego ojciec otrzymał pracę. Został wtedy członkiem wydziału wojewódzkiego Ruchu Młodych OWP, jako kierownik propagandy. W 1934 aresztowano go razem z Bolesławem Świderskim za działalność narodową. Wojewoda krakowski 5 lipca 1934 skierował go do miejsca odosobnienia w Berezie Kartuskiej, gdzie otrzymał numer jeden, bowiem przyjechał tam jako pierwszy. Z pięciu miesięcy pobytu, trzy spędził w więzieniu. 1 grudnia 1934 wrócił do Krakowa, ale w obozie utracił zdrowie. Po pobiciach miał bezwład lewej ręki. Mimo tego nadal działał w Stronnictwie Narodowym. W 1935 został członkiem powiatowego Zarządu SN w Krakowie. Był jego wiceprezesem i kierownikiem wydziału organizacyjnego. W 1936 pełnił obowiązki prezesa SN na powiat krakowski. W 1935 został również członkiem Zarządu Okręgowego SN w Krakowie, a także członkiem wydziału organizacyjnego i wydziału propagandy, który sam zorganizował w drugiej połowie 1936. Działał też w wydziale pomocy prasowej. W 1937 powołano go na inspektora Zarządu Okręgowego SN na powiat bocheński i myślenicki. Za działalność polityczną w Stronnictwie Narodowym dziesięciokrotnie był więziony.

Po ukończeniu studiów odbył praktykę adwokacką u działacza narodowego, Adama Pozowskiego, a po jego śmierci u Władysława Kosturka. Wraz z Władysławem Jaworskim prowadził punkt pomocy prawnej dla członków SN. Po kampanii wrześniowej działał w konspiracyjnych strukturach SN. Na przełomie listopada i grudnia 1939 został prezesem konspiracyjnego Zarządu Powiatowego SN w Krakowie. Był też członkiem wydziału propagandy, wydając codzienne komunikaty radiowe „Surma”. Egzamin adwokacki zdał przed Tajną Radą Śląsko-Krakowską.

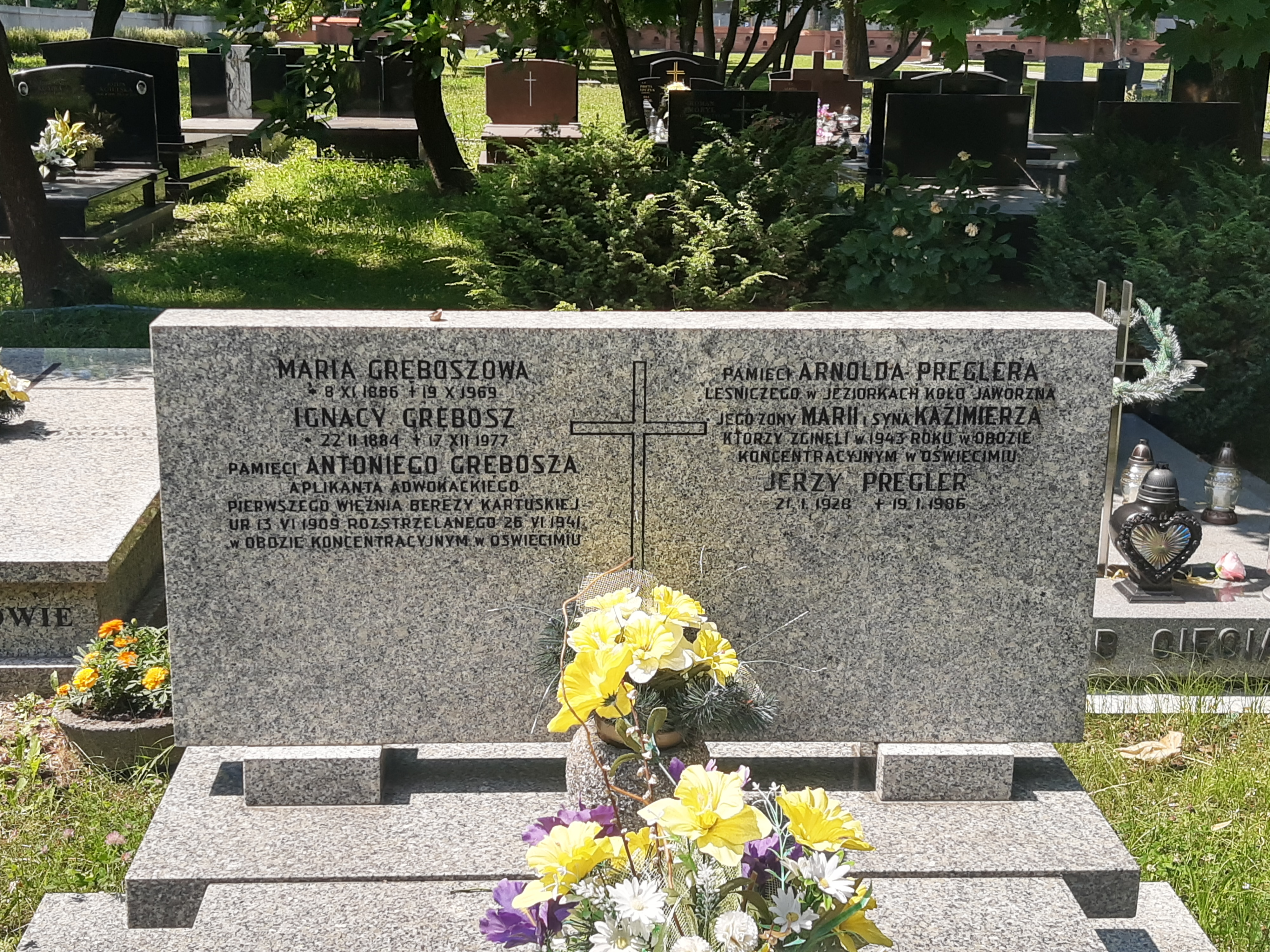
Grób symboliczny na cmentarzu wojskowym przy ul. Prandoty (pas E-II-7)

W maju 1940 aresztowano go w mieszkaniu, w którym granatowa policja, na rozkaz gestapo, zorganizowała zasadzkę. Za działalność konspiracyjną poddano go wielomiesięcznemu śledztwu w więzieniu na Montelupich. Znaleziono przy nim artykuł Odra i Nysa Łużycka – granicą zachodnią Polski, co znacząco pogorszyło jego sytuację. Potem przetransportowano go do niemieckiego KL Auschwitz i skierowano do karnej kompanii. Niemcy rozstrzelali go 26 czerwca 1941.

## Rodzina
W 1939 wziął ślub z Jadwigą Harynek, córką działacza narodowego i nauczycielką.